# Универсальный ракетный модуль

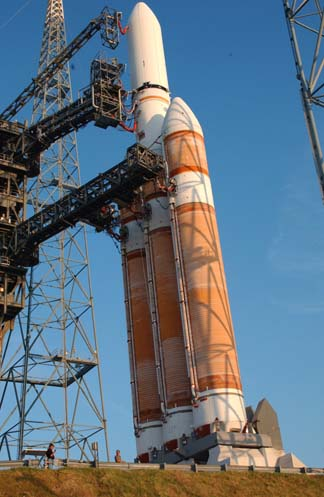
РН Delta IV Heavy с тремя унифицированными блоками.

Универса́льный Раке́тный Мо́дуль («УРМ») — блок первой ступени ракеты-носителя, который, благодаря заложенным в него конструкторским решениям, может быть также использован в качестве бокового ускорителя в составе стартующей системы. На 2009 год не существует устоявшейся терминологии для обозначения подобных частей ракет-носителей, поэтому используются также названия Универсальный ракетный блок («УРБ»), Унифицированный ракетный модуль и другие похожие наименования.
Дополнительные УРМ присоединяются к ракете по бокам в случае необходимости увеличения массы полезной нагрузки, выводимой в космос. Так как первая ступень РН является наиболее массивной частью любой космической системы, унификация компонентов позволяет удешевить изготовление ракеты и упростить процедуру подготовки к старту.

## История
Идея составных ракет типа «пакет», состоящих из нескольких параллельно соединённых одинаковых ракет, по заданию Сергея Королёва прорабатывалась ещё в конце 1940-х — начале 1950-х гг. в НИИ-4 под руководством инженер-полковника Тихонравова. По воспоминаниям участников, к 1953 году стало ясно, что на том технологическом уровне невозможно создать семейство ракет-носителей разных классов из одинаковых блоков, чтобы каждый из носителей был при этом достаточно эффективен, но это не помешало в 1974 году главному конструктору Глушко, возглавившему НПО «Энергия», вновь вернуться к этой идее.

## Фотогалерея

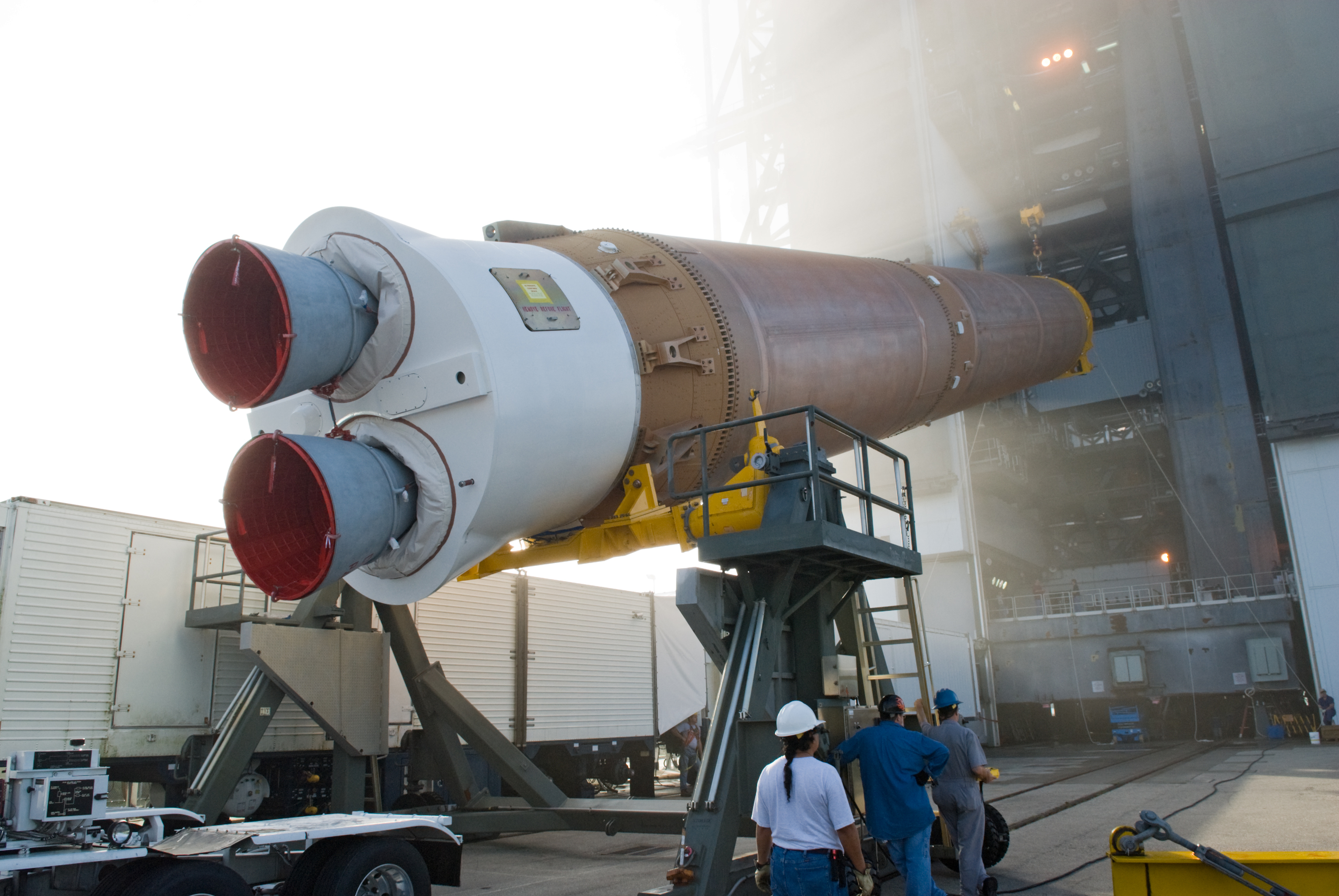
Подготовка первой ступени РН Атлас V с ЖРД РД-180 к запуску SDO.
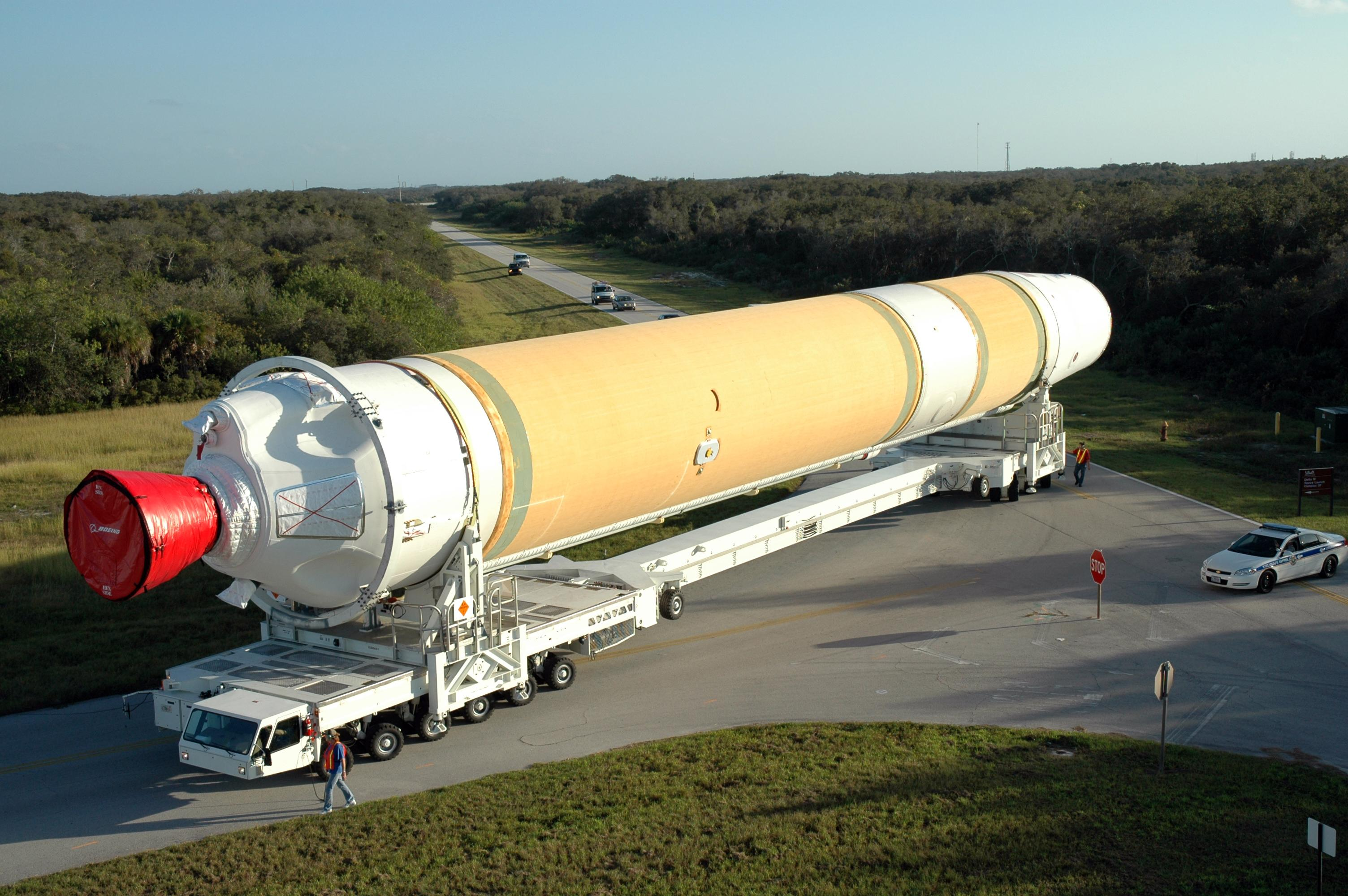
Вывоз первой ступени РН Дельта IV с ЖРД RS-68 для запуска спутника GOES 14.
«Falcon 9» и «Falcon Heavy» с тремя блоками
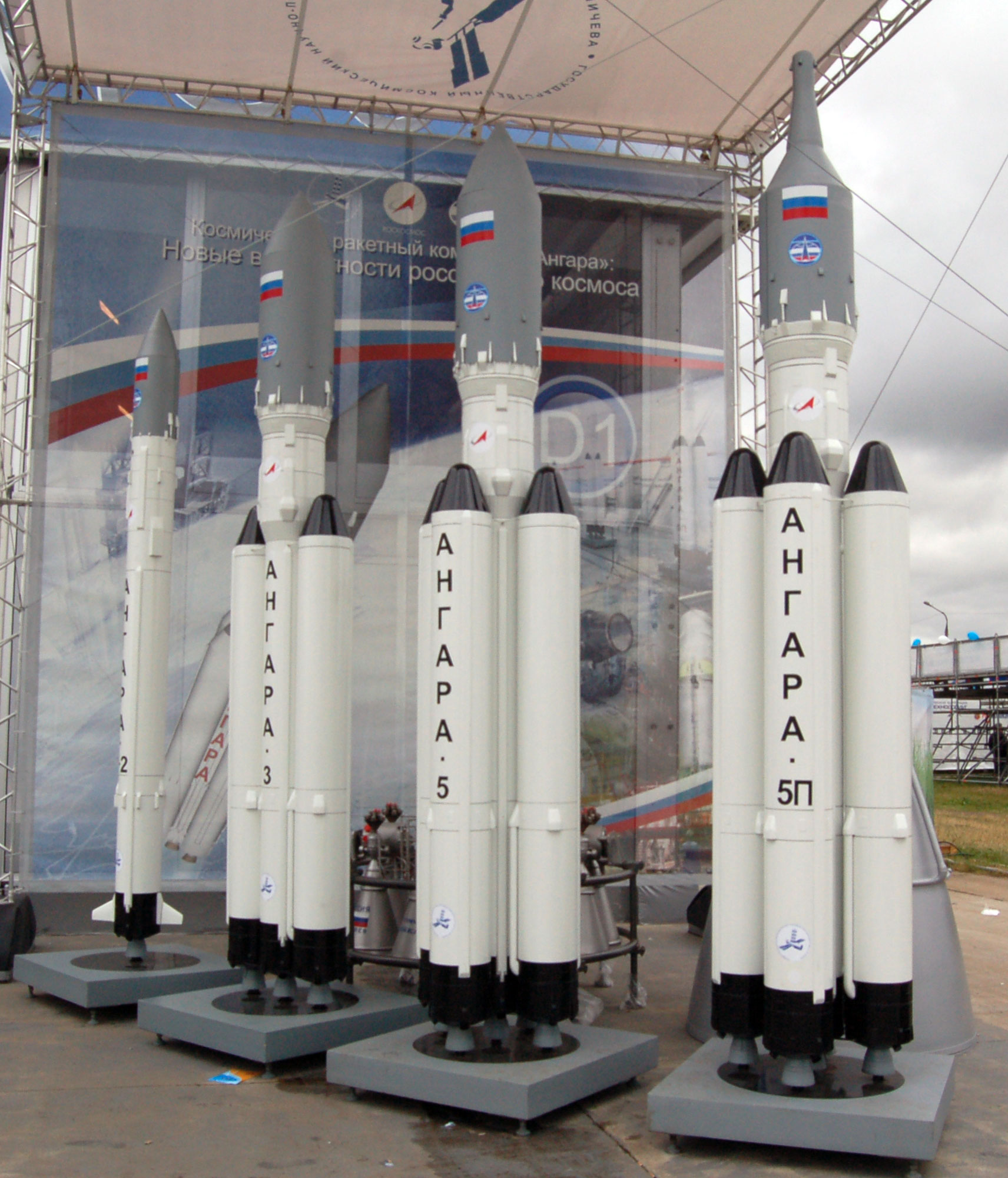
Макеты различных компоновок ракет-носителей «Ангара» на МАКС-2009